# May Warden
May Warden (Leeds, 9 mei 1891 – Londen, 5 oktober 1978) was een Engels actrice en comédienne.
Ofschoon zij ook in andere films en televisieseries heeft gespeeld, is zij in Duitsland en Scandinavië beroemd vanwege haar rol als "Miss Sophie" in de sketch Dinner for One, samen met Freddie Frinton.